# Michael Konsel
Michael Konsel (Vienna, 6 marzo 1962) è un ex calciatore austriaco, di ruolo portiere.
Vincitore di tre campionati, tre coppe e tre Supercoppe nazionali con la maglia del Rapid Vienna, è ritenuto uno dei migliori portieri austriaci di sempre.

## Biografia
Secondogenito di quattro fratelli, è cresciuto insieme al fratello Christian, di due anni più grande, ricevendo una completa formazione sportiva.
Nel 1995 diede il via con Alexander Elstner ai Michael-Konsel-Goalie-Camps, campus di calcio per bambini e adolescenti.

## Caratteristiche tecniche
Konsel è stato un portiere longevo, dal rendimento costante e dallo stile sobrio. Dotato di buoni riflessi, era abile coi piedi e sicuro nelle uscite.

## Carriera

### Club

Konsel alla Roma nel 1999

All'età di sedici anni si trasferì al Kritzendorf. Lì giocava nella squadra in qualità di portiere e in riserva come attaccante. Peter Müller, l'allora allenatore del First Vienna, notò il giovane talento.
Quando Konsel aveva circa diciannove anni, l'allenatore gli chiese se volesse andare una volta ad un allenamento del First Vienna presso l'Hohe Warte. Il primo allenamento con il First Vienna andò bene e da quel momento restò in squadra. Cominciò nel 1982 come portiere di riserva dell'Under-21. Un anno più tardi fu incluso nella rosa della squadra del First Vienna come terzo portiere. Grazie ad un infortunio del primo portiere si piazzò al secondo posto. Appena sei mesi più tardi, dopo una sconfitta del First Vienna, venne nominato primo portiere. Da quel momento il First non ha più perso una partita ed ha raggiunto la 1. Division. Nel 1983-1984 Konsel esordì in 1. Division. Nello stesso anno conquistò il primo posto in occasione del torneo di Vienna davanti a Friedl Koncilia e Herbert Feurer.
Nel gennaio del 1985 si trasferì al Rapid Vienna. Nello stesso anno arrivò in finale di Coppa delle Coppe con il Rapid e venne nominato per la prima volta miglior portiere nella squadra nazionale. Rimase dodici anni con i biancoverdi, con 395 incontri di campionato, 47 partite di Coppa d'Austria e 42 presenze nelle Coppe europee e dove ebbe modo di arrivare ancora in finale di Coppa delle Coppe, nell'edizione 1995-96, dove però venne nuovamente sconfitto.
Nel 1997-1998, all'età di 35 anni, passò alla Roma. A dispetto di qualche scetticismo, nella prima stagione si distinse come uno dei migliori portieri del campionato. Tuttavia, nel 1998 dovette essere operato al tendine di Achille: rientrò in campo nel gennaio del 1999, continuando ad offrire un rendimento convincente, ma giocò con meno continuità a causa della concorrenza di Antonio Chimenti.
Nel settembre 1999, ormai ai margini della squadra, passò al Venezia, dove disputò 15 partite, con diversi infortuni e qualche ottima prestazione: fu quella la sua ultima stagione da calciatore.

### Nazionale
Nella squadra nazionale ha giocato 43 partite, con due partecipazioni al campionato mondiale: Italia '90 e Francia '98; nel primo caso fu riserva di Klaus Lindenberger, mentre nel secondo fu titolare. Disputò l'ultima partita in nazionale allo Stadio Ernst Happel di Vienna, in una partita contro la Francia, campione del mondo in carica.

## Statistiche

### Presenze e reti nel club
| Stagione        | Squadra         | Campionato      | Campionato | Campionato | Coppe nazionali | Coppe nazionali | Coppe nazionali | Coppe continentali | Coppe continentali | Coppe continentali | Altre coppe | Altre coppe | Altre coppe | Totale | Totale |
| Stagione        | Squadra         | Comp            | Pres       | Reti       | Comp            | Pres            | Reti            | Comp               | Pres               | Reti               | Comp        | Pres        | Reti        | Pres   | Reti   |
| --------------- | --------------- | --------------- | ---------- | ---------- | --------------- | --------------- | --------------- | ------------------ | ------------------ | ------------------ | ----------- | ----------- | ----------- | ------ | ------ |
| 1997-1998       | Roma            | A               | 29         | -38        | CI              | 8               | -10             | -                  | -                  | -                  | -           | -           | -           | 37     | -48    |
| 1998-1999       | Roma            | A               | 11         | -17        | CI              | 0               | 0               | CU                 | 0                  | 0                  | -           | -           | -           | 11     | -17    |
| Totale carriera | Totale carriera | Totale carriera | 40         | -55        |                 | 8               | -10             |                    | 0                  | 0                  |             | 0           | 0           | 48     | -65    |

### Cronologia presenze e reti in nazionale
| Cronologia completa delle presenze e delle reti in nazionale ― Austria | Cronologia completa delle presenze e delle reti in nazionale ― Austria | Cronologia completa delle presenze e delle reti in nazionale ― Austria | Cronologia completa delle presenze e delle reti in nazionale ― Austria | Cronologia completa delle presenze e delle reti in nazionale ― Austria | Cronologia completa delle presenze e delle reti in nazionale ― Austria | Cronologia completa delle presenze e delle reti in nazionale ― Austria | Cronologia completa delle presenze e delle reti in nazionale ― Austria |
| Data                                                                   | Città                                                                  | In casa                                                                | Risultato                                                              | Ospiti                                                                 | Competizione                                                           | Reti                                                                   | Note                                                                   |
| ---------------------------------------------------------------------- | ---------------------------------------------------------------------- | ---------------------------------------------------------------------- | ---------------------------------------------------------------------- | ---------------------------------------------------------------------- | ---------------------------------------------------------------------- | ---------------------------------------------------------------------- | ---------------------------------------------------------------------- |
| 16-10-1985                                                             | Linz                                                                   | Austria                                                                | 0 – 3                                                                  | Jugoslavia                                                             | Amichevole                                                             | -3                                                                     |                                                                        |
| 31-8-1988                                                              | Linz                                                                   | Austria                                                                | 0 – 0                                                                  | Ungheria                                                               | Amichevole                                                             | -                                                                      | 46’                                                                    |
| 4-10-1989                                                              | Ta' Qali                                                               | Malta                                                                  | 1 – 2                                                                  | Austria                                                                | Amichevole                                                             | -                                                                      | 46’                                                                    |
| 28-2-1990                                                              | Il Cairo                                                               | Egitto                                                                 | 0 – 0                                                                  | Austria                                                                | Amichevole                                                             | -                                                                      | 46’                                                                    |
| 3-5-1990                                                               | Vienna                                                                 | Austria                                                                | 1 – 1                                                                  | Argentina                                                              | Amichevole                                                             | -                                                                      | 46’                                                                    |
| 21-8-1990                                                              | Vienna                                                                 | Austria                                                                | 1 – 3                                                                  | Svizzera                                                               | Amichevole                                                             | -3                                                                     | 46’                                                                    |
| 12-9-1990                                                              | Landskrona                                                             | Fær Øer                                                                | 1 – 0                                                                  | Austria                                                                | Qual. Euro 1992                                                        | -1                                                                     |                                                                        |
| 31-10-1990                                                             | Belgrado                                                               | Jugoslavia                                                             | 4 – 1                                                                  | Austria                                                                | Qual. Euro 1992                                                        | -4                                                                     |                                                                        |
| 14-11-1990                                                             | Vienna                                                                 | Austria                                                                | 0 – 0                                                                  | Irlanda del Nord                                                       | Qual. Euro 1992                                                        | -                                                                      |                                                                        |
| 17-4-1991                                                              | Vienna                                                                 | Austria                                                                | 0 – 0                                                                  | Norvegia                                                               | Amichevole                                                             | -                                                                      | 46’                                                                    |
| 1-5-1991                                                               | Stoccolma                                                              | Svezia                                                                 | 6 – 0                                                                  | Austria                                                                | Amichevole                                                             | -4                                                                     | 46’                                                                    |
| 22-5-1991                                                              | Salisburgo                                                             | Austria                                                                | 3 – 0                                                                  | Fær Øer                                                                | Qual. Euro 1992                                                        | -                                                                      | 86’                                                                    |
| 4-9-1991                                                               | Porto                                                                  | Portogallo                                                             | 1 – 1                                                                  | Austria                                                                | Amichevole                                                             | -1                                                                     | 46’                                                                    |
| 25-3-1992                                                              | Budapest                                                               | Ungheria                                                               | 2 – 1                                                                  | Austria                                                                | Amichevole                                                             | -2                                                                     |                                                                        |
| 29-4-1992                                                              | Vienna                                                                 | Austria                                                                | 1 – 1                                                                  | Galles                                                                 | Amichevole                                                             | -1                                                                     |                                                                        |
| 27-5-1992                                                              | Sittard                                                                | Paesi Bassi                                                            | 3 – 2                                                                  | Austria                                                                | Amichevole                                                             | -2                                                                     | 52’                                                                    |
| 2-9-1992                                                               | Linz                                                                   | Austria                                                                | 1 – 1                                                                  | Portogallo                                                             | Amichevole                                                             | -1                                                                     |                                                                        |
| 18-11-1992                                                             | Norimberga                                                             | Germania                                                               | 0 – 0                                                                  | Austria                                                                | Amichevole                                                             | -                                                                      | 46’                                                                    |
| 20-4-1994                                                              | Vienna                                                                 | Austria                                                                | 1 – 2                                                                  | Scozia                                                                 | Amichevole                                                             | -1                                                                     | 46’                                                                    |
| 11-6-1995                                                              | Dublino                                                                | Irlanda                                                                | 1 – 3                                                                  | Austria                                                                | Qual. Euro 1996                                                        | -1                                                                     |                                                                        |
| 6-9-1995                                                               | Vienna                                                                 | Austria                                                                | 3 – 1                                                                  | Irlanda                                                                | Qual. Euro 1996                                                        | -1                                                                     |                                                                        |
| 11-10-1995                                                             | Vienna                                                                 | Austria                                                                | 1 – 1                                                                  | Portogallo                                                             | Qual. Euro 1996                                                        | -1                                                                     |                                                                        |
| 15-11-1995                                                             | Belfast                                                                | Irlanda del Nord                                                       | 5 – 3                                                                  | Austria                                                                | Qual. Euro 1996                                                        | -5                                                                     |                                                                        |
| 27-3-1996                                                              | Vienna                                                                 | Austria                                                                | 1 – 0                                                                  | Svizzera                                                               | Amichevole                                                             | -1                                                                     |                                                                        |
| 24-4-1996                                                              | Budapest                                                               | Ungheria                                                               | 0 – 2                                                                  | Austria                                                                | Amichevole                                                             | -                                                                      | 46’                                                                    |
| 29-5-1996                                                              | Salisburgo                                                             | Austria                                                                | 1 – 0                                                                  | Rep. Ceca                                                              | Amichevole                                                             | -                                                                      | 46’                                                                    |
| 31-8-1996                                                              | Vienna                                                                 | Austria                                                                | 0 – 0                                                                  | Scozia                                                                 | Qual. Mondiali 1998                                                    | -                                                                      |                                                                        |
| 9-10-1996                                                              | Stoccolma                                                              | Svezia                                                                 | 0 – 1                                                                  | Austria                                                                | Qual. Mondiali 1998                                                    | -                                                                      |                                                                        |
| 9-11-1996                                                              | Vienna                                                                 | Austria                                                                | 2 – 1                                                                  | Lettonia                                                               | Qual. Mondiali 1998                                                    | -1                                                                     |                                                                        |
| 18-3-1997                                                              | Linz                                                                   | Austria                                                                | 0 – 2                                                                  | Slovenia                                                               | Amichevole                                                             | -2                                                                     | 46’                                                                    |
| 2-4-1997                                                               | Glasgow                                                                | Scozia                                                                 | 2 – 0                                                                  | Austria                                                                | Qual. Mondiali 1998                                                    | -2                                                                     |                                                                        |
| 30-4-1997                                                              | Vienna                                                                 | Austria                                                                | 2 – 0                                                                  | Estonia                                                                | Qual. Mondiali 1998                                                    | -                                                                      |                                                                        |
| 8-6-1997                                                               | Riga                                                                   | Lettonia                                                               | 1 – 3                                                                  | Austria                                                                | Qual. Mondiali 1998                                                    | -1                                                                     |                                                                        |
| 20-8-1997                                                              | Tallinn                                                                | Estonia                                                                | 0 – 3                                                                  | Austria                                                                | Qual. Mondiali 1998                                                    | -                                                                      |                                                                        |
| 6-9-1997                                                               | Vienna                                                                 | Austria                                                                | 1 – 0                                                                  | Svezia                                                                 | Qual. Mondiali 1998                                                    | -                                                                      | 83’                                                                    |
| 11-10-1997                                                             | Vienna                                                                 | Austria                                                                | 4 – 0                                                                  | Bielorussia                                                            | Qual. Mondiali 1998                                                    | -                                                                      |                                                                        |
| 25-3-1998                                                              | Vienna                                                                 | Austria                                                                | 2 – 3                                                                  | Ungheria                                                               | Amichevole                                                             | -3                                                                     |                                                                        |
| 22-4-1998                                                              | Vienna                                                                 | Austria                                                                | 0 – 3                                                                  | Stati Uniti                                                            | Amichevole                                                             | -                                                                      | 46’                                                                    |
| 2-6-1998                                                               | Salisburgo                                                             | Austria                                                                | 6 – 0                                                                  | Liechtenstein                                                          | Amichevole                                                             | -                                                                      |                                                                        |
| 11-6-1998                                                              | Tolosa                                                                 | Camerun                                                                | 1 – 1                                                                  | Austria                                                                | Mondiali 1998 - 1º turno                                               | -1                                                                     |                                                                        |
| 17-6-1998                                                              | Saint-Étienne                                                          | Austria                                                                | 1 – 1                                                                  | Cile                                                                   | Mondiali 1998 - 1º turno                                               | -1                                                                     |                                                                        |
| 23-6-1998                                                              | Parigi                                                                 | Italia                                                                 | 2 – 1                                                                  | Austria                                                                | Mondiali 1998 - 1º turno                                               | -2                                                                     |                                                                        |
| 19-8-1998                                                              | Vienna                                                                 | Austria                                                                | 2 – 2                                                                  | Francia                                                                | Amichevole                                                             | -1                                                                     | 21’                                                                    |
| Totale                                                                 |                                                                        | Presenze                                                               | 43                                                                     |                                                                        | Reti                                                                   | -46                                                                    |                                                                        |

## Palmarès

### Club
- Campionato austriaco: 3

Rapid Vienna: 1986-1987, 1987-1988, 1995-1996
- Coppa d'Austria: 3

Rapid Vienna: 1984-1985, 1986-1987, 1994-1995
- Supercoppa d'Austria: 3

Rapid Vienna: 1986, 1987, 1988

### Individuale
- Calciatore austriaco dell'anno: 2

Kronen-Zeitung: 1987, 1995
APA: 1996
- Miglior giovane dell'anno: 1

1985
- Portiere dell'anno della Bundesliga: 4

1987-1988, 1994-1995, 1995-1996, 1996-1997